# Jaciment arqueològic talaiòtic d'Almallutx
El jaciment arqueològic talaiòtic d'Almallutx (pronúncia local: [əwmə'ʎutʃ]) és un jaciment arqueològic d'època talaiòtica que presenta diferents estructures construïdes en el cor de la Serra de Tramuntana, concretament en el municipi d'Escorca. És una clara mostra de la cultura talaiòtica que es va desenvolupar a Mallorca i Menorca a partir del segle vii aC, i un monument únic dins la prehistòria mallorquina.
El jaciment, actualment parcialment cobert per les aigües de l'embassament del Gorg Blau construït els anys setanta, es dispersa per tota la vall, i conté tres santuaris (un dels quals, isolat) i un poblat talaiòtic en una extensió de 2.000 m² protegits per una murada de 35 m per la part de baix. Pel que fa a la cronologia, es pot datar entre el segle vii aC i l'inici de l'ocupació romana (123 aC).
Cal no confondre aquest jaciment amb el jaciment arqueològic islàmic d'Almallutx, excavat a partir de 2011 i que parcialment se superposa al poblat talaiòtic.

## Localització.
El santuari d'Almallutx està situat a la vall que formen les muntanyes del Morro d'Almallutx i el Puig de les Vinyes. Cobreix uns 200 m2 al vessant del Castellot, a una altitud de 610 metres. Part del jaciment es troba cobert per les aigües del Gorg Blau, que ocupen pràcticament tota la vall i tendeixen a augmentar o disminuir en funció de l'estació meteorològica.
La zona en la qual s'erigeix aquest jaciment és un terreny privat amb lliure visitació. Per arribar-hi és necessari agafar la carretera Sóller-Lluc fins a arribar a la vall; a partir d'aquí el camí s'ha de continuar caminant. Es voreja el Gorg Blau a peu deixant a mà dreta les cases de la possessió que dona nom a la vall i, després, cal travessar la muntanya del Castellot. El jaciment no es troba senyalitzat, però hi ha un petit camí condicionat per anar-hi caminant.

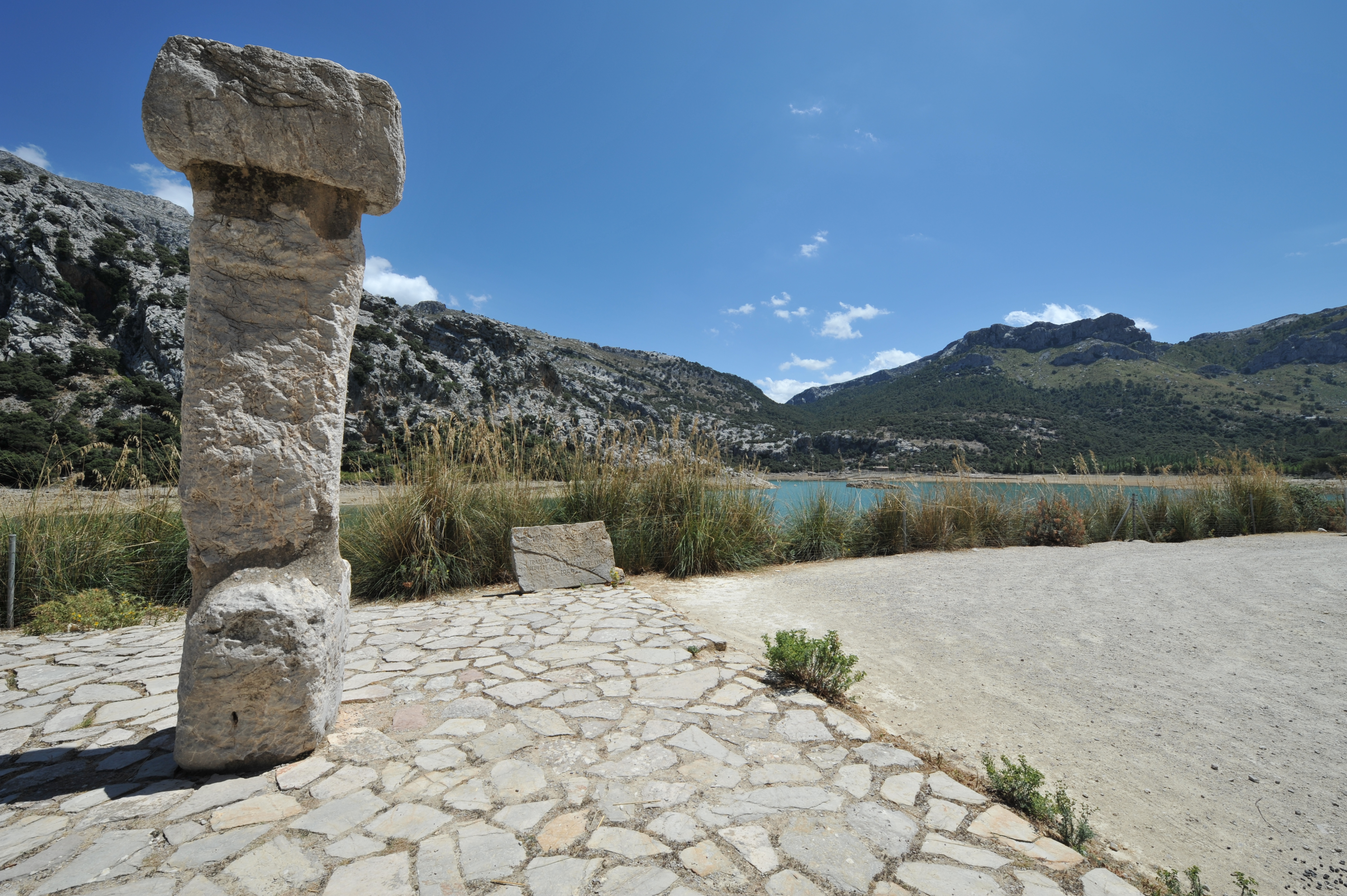
La columna traslladada devora la carretera

Al lateral de la carretera que travessa la vall del Gorg Blau es va traslladar el 1969 una columna d'un dels santuaris, devora una esplanada que fa de mirador cap a l'embassament.

## Descripció del jaciment
El jaciment d'Almallutx va ser excavat per Manuel Fernández Miranda, Bartomeu Ensenyat i Catalina Ensenyat, entre 1969 i 1970. En els darrers anys s'ha duit a terme una restauració del monument, raó per la qual dos dels santuaris presenten bon estat de conservació. Totes les estructures tenen en comú la base quadrangular i la tècnica constructiva amb grans blocs de pedra.
El conjunt cerimonial està format per dos santuaris diferents. El primer està més situat cap a la muntanya del Castellot d'Almallutx i el segon està situat més a prop del Gorg Blau. Al costat d'aquests emplaçaments podem trobar dues estructures encara sense determinar. El santuari 1 té una planta rectangular amb unes dimensions de 9,40x9,60 m, amb cantonades arrodonides. Al centre, es troba una columna trilítica, que romania caiguda quan es va excavar, i fa uns 4 m d'altura. Les parets estan formades per filades de pedres de gran grandària. El santuari 2 sembla molt al primer. També de planta rectangular, fa 9,65x8,65 m i té una estructura trilítica al centre amb una alçada de 3,5 m aproximadament.
El poblat adjacent a aquest conjunt cerimonial d'Almallutx roman submergit sota les aigües del Gorg Blau, entre els santuaris i les cases de la possessió. Pel que fa al talaiot 3, té una base quadrada d'unes dimensions de 6,5x6,35 i no s'hi reflecteixen restes de la porta. Es conserva la base d'una columna que faria gairebé uns 4 m si estigués completa. Per la seva banda, el talaiot 4 no és esmentat per Aramburu ni per Guerrero. És l'estructura menys conservada: tan sols romanen restes irregulars de l'estructura que fan al voltant de mig metre.
Respecte a les troballes materials, s'han trobat tassons troncocònics que contenien a l'interior restes d'animals trossejats. Al santuari 1 es va dur a terme un recompte dels fragments d'animals identificats que va oferir com a resultat els següents percentatges: ovella 67,5%, cabra 14,2%, porc 17,1%, bòvids 2,5%. També es va descobrir l'enterrament d'un jove, estès i cobert de lloses al costat d'un projectil esfèric. Al seu costat, hi havia un altre cadàver encongit amb un projectil esfèric, també, al costat del crani. A més, es va trobar la mandíbula d'un nen.

## Interpretació del jaciment
A causa d'aquests descobriments han sorgit diverses interpretacions que giren entorn dels usos o funcions que tenien aquests jaciments. Hi ha autors que han vist en el santuari d'Almallutx un equivalent a les taules de Menorca. Aramburu i Guerrero coincideixen en la funció sacra de les restes. El segon afirma la possibilitat que fos el santuari central de l'illa pel significat mític que tenen en la prehistòria els llocs alts. A més, a l'interior del santuari 1 es va trobar un gresol que assenyalaria la importància de la metal·lúrgia en les creences pròpies del món talaiòtic.
Recentment s'ha pogut conèixer, gràcies a una fotografia de 1934 del llavors capità general Francisco Franco, l'existència d'estructures prehistòriques al cim del Puig Major. Segons l'arqueòleg Jaume Deyà, aquestes restes constituïrien un santuari talaiòtic situat al bell cim de la muntanya, i estaria relacionat amb els santuaris d'Almallutx, dels quals el separa una gran distància però són visibles l'un de l'altre. Aquesta descoberta reforça, doncs, la interpretació de Guerrero dels santuaris d'Almallutx com a lloc simbòlic.

## Grau de conservació i potencialitat per a la visita

### Grau de conservació

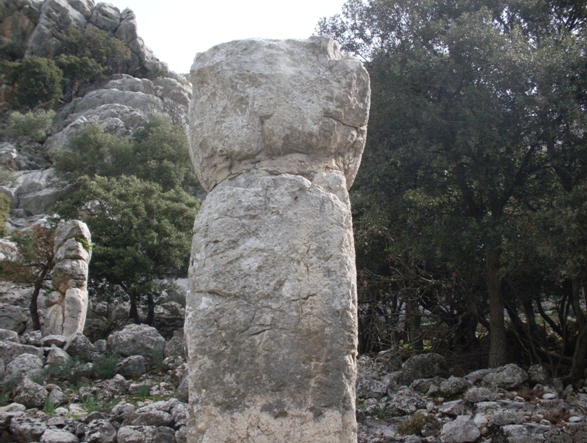
La columna del santuari 1

Al jaciment d'Almallutx es poden trobar quatre estructures: dos talaiots, dins el poblat; i dos santuaris. Per establir uns criteris a l'hora de valorar-ne el grau de conservació s'usarà el proposat per Albero (2011).
El santuari 1 està constituït per un recinte quadrangular i un pilar central que presenta una alçada de 4 metres i un grau de conservació de 5 en una escala de 10. El santuari 2 té un pilar central amb una altura 3,5 metres i un grau de conservació de 4 en la mateixa escala.
El talaiot 3 presenta mal estat, un 2 en l'escala de grau de conservació. Per aquesta raó únicament s'han conservat dos angles dels murs d'un recinte, aparentment rectangular, al nivell de la primera fila de pedra amb una alçada de 0,60 metres. A més, també es pot observar el que seria la base d'un pilar. El talaiot 4 es troba en un estat de conservació pitjor (1 en l'escala de 10). Per això, tan sols es poden apreciar les traces d'una estructura irregular amb una altura inferior a mig metre.
Amb aquestes quatre estructures identificades, l'índex de conservació és de 6,13.

### Potencialitat per a la visita
El santuari d'Almallutx es troba net de vegetació, encara que n'està envoltat. No presenta cap mena de senyalització, ja que part del jaciment arqueològic és cobert per les aigües del Gorg Blau, dificultant la construcció d'un camí d'accés.
Pel que es refereix a la divulgació turística o educativa s'ha fet poc; així i tot hi ha bibliografia on poder trobar-ne informació. Guerrero (1991) o Aramburu (1994) han escrit sobre les característiques generals d'aquest jaciment. Pel que fa a guies turístiques, el santuari d'Almallutx no apareix en cap; no obstant això, hi ha excursions organitzades que passen pel Gorg Blau.